# Miguel de Unamuno
Miguel de Unamuno (Bilbao, 1864. szeptember 29. – Salamanca, 1936. december 31.), spanyol (baszk) író, költő, filozófus, a Salamancai Egyetem rektora.

## Életpályája
Apja Félix de Unamuno Larraza, anyja Salomé Jugo Unamuno volt. A kis Miguel hatéves volt, amikor apja meghalt. 1880-tól 1884-ig Madridban filozófiát hallgatott. Doktori értekezését a baszk nép eredetéről és őstörténetéről írta.
1884 és 1891 között Bilbaóban élt. 1891-ben a Salamancai Egyetem Görög Nyelvi Tanszékének vezetője lett.
Örökösen vívódott, folyamatosan kereste az élet és a keresztény hit értelmét, Spanyolország politikai kérdései is foglalkoztatták. 1914-ben monarchiaellenes nézetei miatt egy időre megfosztották funkciójától.
Az 1920-as években ellenezte a Primo de Rivera-diktatúrát, hirdette, hogy az erőszak messze áll az értelemtől, műveltségtől és férfiasságtól, ezután 1924 februárjában Fuerteventura szigetére (Kanári-szigetek) száműzték. Innen kisvártatva visszatérhetett volna, de ő a diktatúra elleni tiltakozás gyanánt 1930-ig Franciaországban maradt.
Élete utolsó évét házi őrizetben töltötte, mert merész beszédet intézett a polgárháború alatt Astray tábornok ellen, aki az értelmiségieket, baszkokat és a katalánokat szidta a Salamancai Egyetemen tartott szónoklatában. Azt viszont még megérte, hogy az egyetemen róla nevezzenek el egy tanszéket.
Egyaránt foglalkozott költészettel, regény-, színmű- és esszéírással. Visszajáró témái saját aggodalmai és belső küzdelmei, az emberi bűn, a halhatatlanság, és főként az értelem és az érzelem harca.

## Munkássága

### Filozófiai művei
Munkásságának nagy részét esszék alkotják, ami kedvelt műfaja volt. Egzisztenciális témákról, kultúráról, történelemről és filozófiáról elmélkedett.
- En torno al casticismo (1895) – politikai hangvételű
- La vida de Don Quijote y Sancho (1905) – Miguel de Cervantes regényének újraértelmezése, melyben kifejezte, hogy számára a két főszereplő a spanyol lélek megszemélyesítője.
- Del sentimiento trágico de la vida en los hombres y en los pueblos (1913) – hogyan hangolható össze az ész és a hit, rátapint a halhatatlanság és az örökkévalóság vágyára.

### Regényei
- Paz en la guerra (1895) – a szerző szerint: történelmi regény és regényesített történelem. A karlista háborúról írt, saját szemszögéből. Ezzel teremtette meg saját irodalmi stílusát, a nivolát.
- Amor y pedagogía (1902) – regény és esszé egyszerre. Szatirikus írás, amely támadja a tudományos pedagógiát és az élet racionalizálását. Főhőse, Don Avito Carvajal, aki a tudomány vívmányainak felhasználásával egy géniuszt akar alkotni. Ehhez keresi a megfelelő lányt, viszont amit szerelmet vall neki (amit egyébként nem is érez), a lány hatása alá kerül, feleségül veszi és lemond a tervéről. Ezen előzmények gyümölcseként megszületik fiuk, Apolodoro, a leendő zseni. Ám az elméletileg tökéletes nevelés mégis csúfos bukást eredményez: a legény szerelmes lesz és miután kikosarazzák, megöli magát.
- El espejo de la muerte (1913) – novellagyűjtemény
- Niebla (1914) – az élet egy végtelen köd (niebla = köd), egy abszurd létezés, ahol az ember a élet útvesztőjében bolyong. A köd jelképezi a szereplők bizonytalanságát az életük, hitük és jövőjük iránt, és magát a regényt is jellemzi, amely szintén homályos és sötét. Unamuno könyvének történet nélküli főszereplője Augusto Perez.
- La tía Tula (1921) – Két nővér él együtt: Gertrudis (Tula) és Rosa. Rosa, vonzóbb lévén, szépségével megbabonázza Ramiro-t, aki viszont, amikor megismeri Tulát, elbizonytalanodik, hogy melyiket is vegye feleségül. Vacilálásának Tula vet véget, amikor döntés elé állítja: vagy Rosát veszi el, vagy kívül tágasabb. Miután egybekelnek, Tula, noha már nem lakik velük, sok időt tölt a gyerekeikkel és nevelésük kulcsfigurájává válik. Amikor Rosa meghal, Tula újra a házba költözik, hogy gondoskodjon a családról. Ramiro megkéri a kezét, de Tula nemet mond, mert nem akarja az esetleges leendő gyermekeit előnyben részesíteni Rosa gyermekeivel szemben. Egy év haladékot kér Ramiro-tól, de ez alatt rajtakapja Ramiro-t és Manuelát, a cselédet, aki terhes marad. Házasságba kényszeríti őket, de meghalnak. Így teljesen Tulára maradnak a gyerekek, s ő mindent megtesz, hogy elérje: ha egy napon megházasodnak, egy Tulát vegyenek el, ne egy Rosát. A nagyobbiknak maga talál menyasszonyt, és segít a gyermekük születésénél is. Amikor meghal, örökre a házban hagyja a békés együttélés és a gyengéd gondoskodás szellemét.
- San Manuel Bueno, Mártir (1930) – egy papról, aki hitének megrendültségén őrlődik, amit a gyülekezete előtt titkol, hogy ne sodorja őket is bizonytalanságba és nyugtalanságba.

### Költészete
Versei konkrétak, világosak és egyenesek. Kitűnik gondolatainak mélysége, nyugtalansága, aggályai, az egyént elnyelő szenvedély, a lelki harc. Mottója: gondold az érzést, érezd a gondolatot.
Poesías (1907), Rosario de sonetos líricos (1911), Rimas de dentro (1923), De Fuenteventura a París (1925), Romancero del destierro (1928).

### Színdarabjai
La esfinge (1898), La verdad (1899), Fedra y Raquel Encadenada (1918), Soledad, Sombras de sueño, El otro, El hermano Juan o el mundo es teatro

## Magyarul
- Ez aztán a férfi!; ford., bev. Garády Viktor; Genius, Bp., 1923
- Köd; ford. Garády Viktor; Franklin, Bp., 1924 (Külföldi regényírók)
- Montarco doktor bolondsága. Csejtei Dezső fordításában; in: Új Írás, 1986/december.
- A tragikus életérzés. Tragikus életérzés az emberben és a népekben; ford. Farkas Géza; Európa, Bp., 1989
- A rejtélyes szakadék. Farkas Géza tolmácsolásában. Budapest: Európa, 1989
- A kereszténység agóniája; ford. Scholz László; Kossuth, Bp., 1997
- Don Quijote és Sancho Panza élete; ford. Csejtei Dezső, Juhász Anikó, utószó Csejtei Dezső; Európa, Bp., 1998
- Öt kisregény / Két anya / Lumbría márki / Egy talpig férfi / Don Manuel, szent vértanú / Don Sandalio, sakkozó; vál., ford. Scholz László; Nagyvilág, Bp., 1999
- A halál filozófiai megszólításai. Sören Kierkegaard, Max Scheler, Georg Simmel, Miguel de Unamuno írásai a halálról; ford., utószó Csejtei Dezső és Juhász Anikó; L'Harmattan, Bp., 2011
- Köd; ford., jegyz. Litvai Nelli; L'Harmattan, Bp., 2021 (Világszép irodalom)